# Gymnelus platycephalus
Gymnelus platycephalus és una espècie de peix de la família dels zoàrcids i de l'ordre dels perciformes.

## Morfologia
- Els mascles poden assolir 14,4 cm de longitud total.
- Nombre de vèrtebres: 94-101.[3][4]

## Hàbitat
És un peix marí, de clima polar i demersal que viu entre 26-50 m de fondària.

## Distribució geogràfica
Es troba al Mar dels Txuktxis i el nord del Mar de Bering.

## Observacions
És inofensiu per als humans.